# 万耀煌
万耀煌（1891年3月13日—1977年1月31日），又名奇, 别字武樵, 别号砚山老人, 湖北黄冈县城关镇人。国民革命军中将。

## 生平
1945年5月20日，当选为中国国民党第六届中央监察委员。1946年5月获颁抗战胜利勋章。1946年10月当选为“辛亥革命首义同志会”第一届理事会(理事长居正)监事。1949年5月赴台湾。当选为国民党第七至第十届中央评议委员会委员。
著有《万耀煌回忆录》、《长征追剿日记》、《辛亥武昌亲历记》、《砚山老人杂忆录》等。